# Huîtres Rockefeller
Les huîtres Rockefeller sont une entrée à base d'huîtres servies avec une sauce à base de beurre, de persil et de chapelure, le tout cuit au four ou au grill. Elles sont souvent accompagnées d'un quart de citron.
La sauce peut aussi contenir des épinards, un moyen facile d'obtenir la fameuse couleur verte de ce plat. Des variantes contemporaines de ce plat présentent quelques différences, notamment l'utilisation d'huîtres en dés plutôt que pleines, ou l'ajout de dés de bacon comme garniture ou à la place de la sauce.
Le plat est à la carte de nombreux restaurants aux États-Unis en tant qu'entrée et il est servi dans les brunchs du sud des États-Unis.

## Histoire
Les huîtres Rockefeller ont été créées en 1889 au restaurant Antoine's de la Nouvelle-Orléans par Jules Alciatore, fils d'Antoine Alicatore, le fondateur du restaurant. Le plat a été imaginé à cause d'une pénurie d'escargots. La recette du restaurant est restée inchangée. En 1980, on estime que 3,5 millions d'huîtres ont été servis.
Le plat est nommé d'après John D. Rockefeller, l'homme le plus riche des États-Unis à l'époque. C'est un plat d'huîtres garni d'une sauce verte et de chapelure, puis cuit au four ou au grill. Bien que la recette originale reste un secret, elle comporte de la purée de plusieurs sortes de légumes verts pouvant aussi inclure des épinards. Des versions similaires de ce plat ont vu le jour à La Nouvelle-Orléans, sans qu'aucune ne réplique la vraie recette avec exactitude.
Alton Brown, présentateur de l'émission Good Eats sur Food Network, a déclaré dans l'épisode Sheel Game que le secret de la recette d'origine a été emporté dans la tombe d'Alciatore. Tandis que de nombreux restaurateurs arrivent à recréer la couleur verte de la sauce emblématique en y ajoutant des épinards, le chef du restaurant Antoine's n'a jamais révélé ce qu'elle contenait. En 1986, une analyse menée par Wiliam Poundstone, dans sa série de livres Bigger Secrets, montre que les ingrédients principaux seraient du persil, du céleri, des oignons verts ou de la ciboulette, de l'huile d'olive et des câpres.

## Galerie

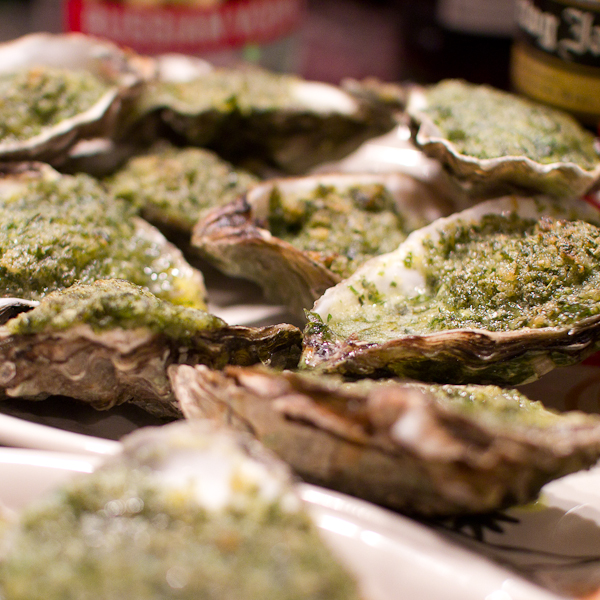
Huîtres Rockefeller.
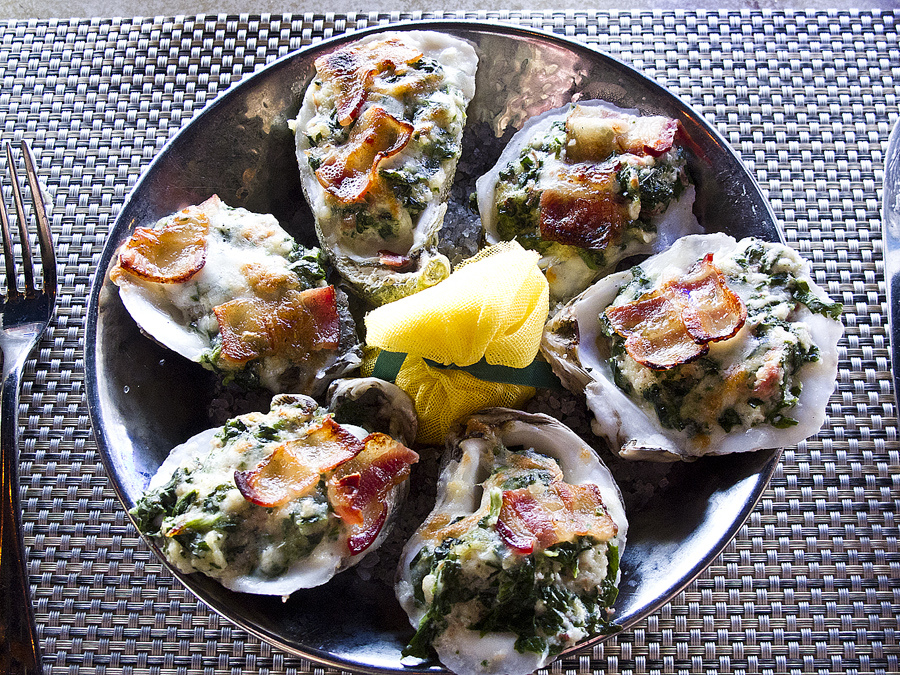
Huîtres Rockefeller avec du bacon.
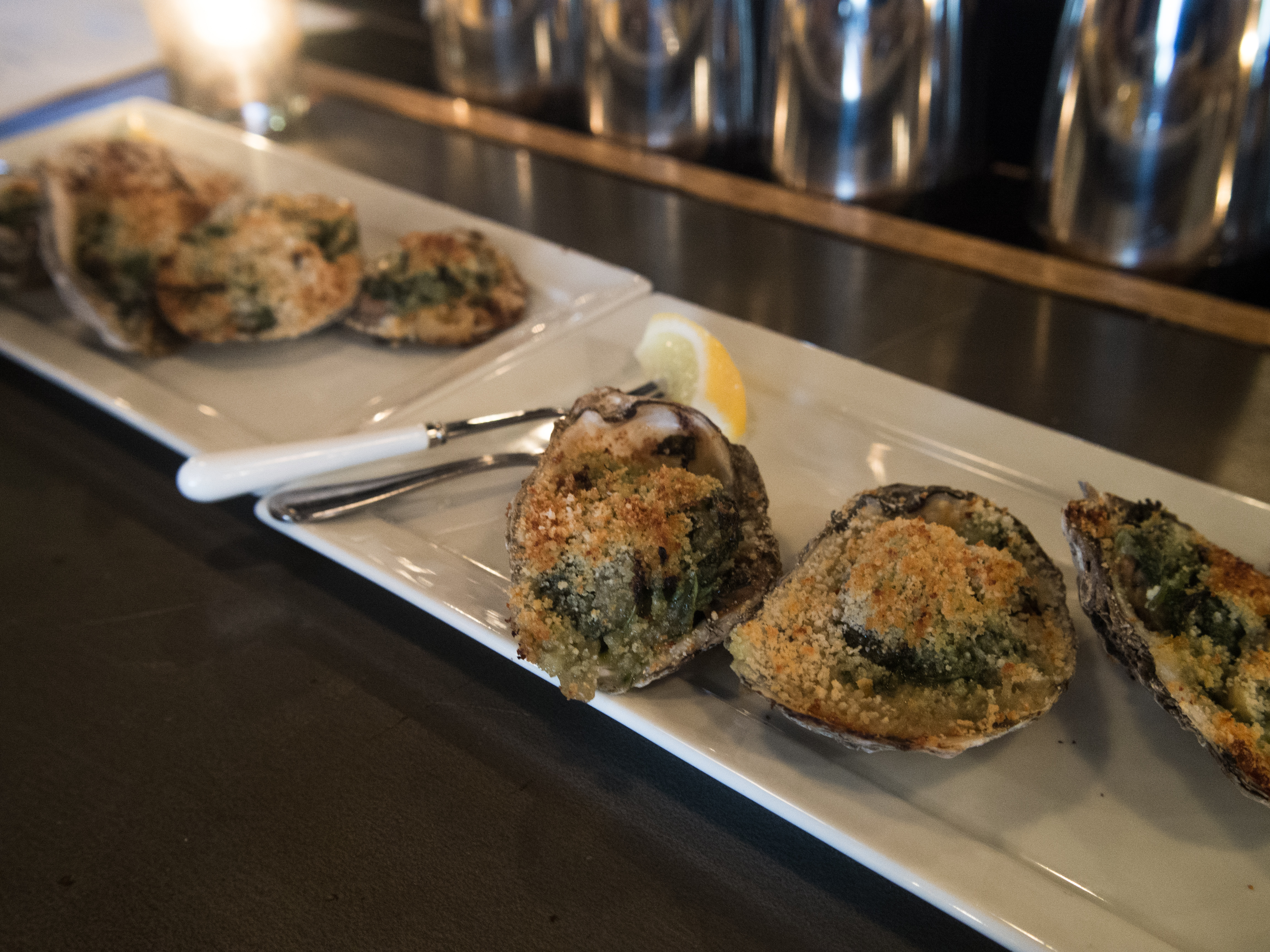
Huîtres Rockefeller bien cuites.